# Damazy Miśko
Damazy Miśko (ur. 1864, zm. 17 września 1894 w Andrychowie) – polski prawnik, absolwent Uniwersytetu Jagiellońskiego, prezes Czytelni Akademickiej.

## Życiorys
Był synem Floriana Miśko, który przez pewien okres pełnił funkcję burmistrza Andrychowa i Marianny z Masgajów. W 1886 roku zdał egzamin dojrzałości w C.K. Gimnazjum w Wadowicach. Rodzice wcześnie zmarli, a Damazy opiekował się młodszym o 13 lat bratem Florianem. Studiował prawo na Uniwersytecie Jagiellońskim. W 1887 roku znalazł się z Tadeuszem Butrymowiczem, Władysławem Leopoldem Jaworskim, dr Ludwikiem Grzybowskim i Hermanem Seinfeldem w komitecie stworzonym przez członków Czytelni Akademickiej, którego celem było sprowadzenie prochów Adama Mickiewicza do Krakowa. Po rozszerzeniu w 1888 roku składu Komitetu o Ksawerego Konopkę, Mieczysława Pawlikowskiego, ks. Ignacego Polkowskiego, posła Tadeusza Romanowicza i Ferdynanda Weigla, Miśko wszedł w skład jego zarządu w którym pełnił funkcję sekretarza. Wkrótce skład Komitetu rozszerzono i znaleźli się w nim: hr. Jan Tarnowski, Adam Asnyk, Jan Matejko, Albin Dunajewski, Karol Estreicher i inni. Po prochy do Francji w 1890 roku pojechała delegacja z Adamem Asnykiem na czele, a krakowskich studentów reprezentowali Miśko i Siedlecki. W 1898 roku był prezesem Czytelni Akademickiej. Chorował i zmarł na gruźlicę.
Jako członek Bratniej Pomocy z okazji obchodów dwudziestopięciolecia istnienia tej organizacji w 1891 roku przygotował książkę Historya założenia i rozwoju Towarzystwa Wzajemnej Pomocy Uczniów Uniwersytetu Jagiellońskiego w 25 rocznicę jubileuszową.